# Nielepice
Nielepice est une localité polonaise de la gmina de Zabierzów, située dans le powiat de Cracovie en voïvodie de Petite-Pologne.